# Psyllaephagus flabellatus
Psyllaephagus flabellatus är en stekelart som först beskrevs av Girault 1928.  Psyllaephagus flabellatus ingår i släktet Psyllaephagus och familjen sköldlussteklar. Inga underarter finns listade i Catalogue of Life.